# Bibliothek der Fachhochschule St. Pölten
Die Bibliothek der Fachhochschule St. Pölten ist eine öffentlich zugängliche Hochschulbibliothek in St. Pölten in Österreich. Sie ist die wissenschaftliche Bibliothek der Fachhochschule St. Pölten. Ihre Bestände konzentrieren sich auf die Bereiche der von der Fachhochschule angebotenen Studienrichtungen, so werden Medien in den Bereichen Medienwissenschaften, Psychologie, Wirtschaft, Sozialarbeit, Soziologie, Technik und Medizin angeboten.
Die 50.000 Medien auf 400 m² teilen sich auf einen nur vor Ort benutzbaren Präsenzbestand und einen für alle registrierten Benutzer entlehnbaren Bestand auf. Um sich als Benutzer zu registrieren, ist ein Lichtbildausweis vorzulegen, man muss dazu kein Studierender sein. Unter den Medien sind vor allem Bücher, aber auch u. a. DVDs und CD-ROMs, außerdem verfügt die Bibliothek über 150 abonnierte Zeitschriften. Der Bestand wird laufend vergrößert, so werden jährlich etwa 1500 Medien angekauft. Der Bestand ist über einen OPAC im Internet abrufbar. Entlehnbare Medien können an Selbstverbuchungs-Terminals mittels RFID-Technologie selbst entlehnt werden.
2007 verfügte die Bibliothek über 15.000 Medien. Die Stadtbücherei St. Pölten plant ihre Zweigstelle Nord in die Bibliothek der FH zu übersiedeln.